# الجراف (النادرة)

تعديل مصدري - تعديل

قرية الجراف هي إحدى قرى عزلة مالك بمديرية النادرة التابعة لمحافظة إب، بلغ تعداد سكانها 277 نسمة حسب تعداد اليمن لعام 2004.